# Kassininae
A Kassininae a kétéltűek (Amphibia) osztályába, a békák (Anura) rendjébe és a mászóbékafélék (Hyperoliidae) családjába tartozó alcsalád.

## Elterjedésük
Az alcsaládba tartozó nemek és fajok Afrika trópusi területein honosak.

## Rendszerezésük
Az alcsaládba tartozó nemek:
- Acanthixalus Laurent, 1944
- Kassina Girard, 1853
- Paracassina Peracca, 1907
- Phlyctimantis Laurent & Combaz, 1950
- Semnodactylus Hoffman, 1939